# Hórreo Casa Apat (Aria)

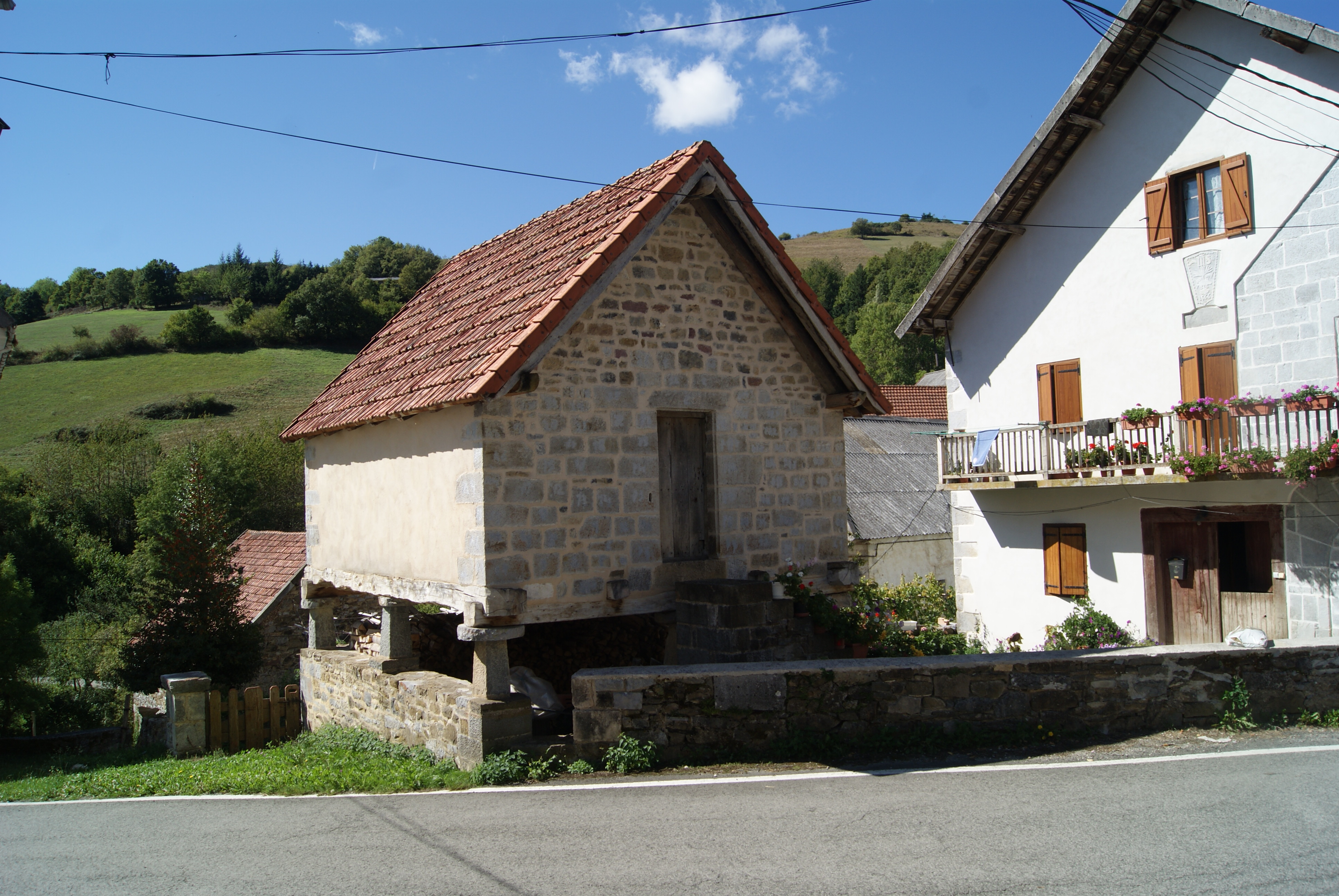
Hórreo Casa Apat in Aria

Der Hórreo Casa Apat in Aria, einer spanischen Gemeinde in der Autonomen Gemeinschaft Navarra, wurde ursprünglich 1566 (Jahreszahl auf einem Stein) errichtet und mehrmals erneuert. Der Hórreo ist seit 1993 ein geschütztes Kulturdenkmal (Bien de Interés Cultural). 
Der Hórreo aus Bruchsteinmauerwerk ist ein schlichter Bau mit Satteldach.